# Progestin
Progestin là một loại thuốc được sử dụng phổ biến nhất trong kiểm soát sinh sản nội tiết tố và liệu pháp hormone mãn kinh. Chúng cũng có thể được sử dụng trong điều trị các điều kiện phụ khoa, để hỗ trợ khả năng sinh sản và mang thai, để giảm mức độ hormone giới tính cho các mục đích khác nhau và cho các chỉ định khác. Progestin được sử dụng một mình hoặc kết hợp với estrogen. Chúng có sẵn trong một loạt các công thức và được sử dụng bởi nhiều tuyến quản trị khác nhau.
Tác dụng phụ của proestin bao gồm kinh nguyệt không đều, đau đầu, buồn nôn, đau vú, thay đổi tâm trạng, nổi mụn, tăng trưởng tóc và thay đổi sản xuất protein gan. Các tác dụng phụ khác của progestin bao gồm tăng nguy cơ ung thư vú, bệnh tim mạch và cục máu đông. Ở liều lượng cao, proestin có thể gây ra nồng độ hormone giới tính thấp và các tác dụng phụ liên quan như rối loạn chức năng tình dục và tăng nguy cơ gãy xương.
Progestin là các proestogen tổng hợp và có tác dụng tương tự như progesterone tự nhiên. Chúng hoạt động như chất chủ vận của thụ thể progesterone và có tác dụng quan trọng trong hệ hệ sinh sản nữ (tử cung, cổ tử cung và âm đạo), vú s và não. Ngoài ra, nhiều proestin cũng có các hoạt động nội tiết tố khác, chẳng hạn như androgen, antiandrogen, estrogen, glucocorticoid, hay  hoạt động antimineralocorticoid.
Chúng cũng có tác dụng antigonadotropic và với liều lượng đủ cao có thể ngăn chặn mạnh mẽ việc sản xuất hormone giới tính. Progestin làm trung gian tác dụng tránh thai của chúng bằng cách ức chế sự rụng trứng và làm dày chất nhầy cổ tử cung, do đó ngăn ngừa sự thụ tinh.  Chúng có tác dụng kháng estrogen ở một số mô như nội mạc tử cung và điều này làm cơ sở cho việc sử dụng chúng trong liệu pháp hormone mãn kinh.
Progestin được giới thiệu lần đầu tiên cho mục đích y tế vào năm 1939. Chúng bắt đầu được sử dụng trong kiểm soát sinh sản vào những năm 1960. [6] Khoảng 60 proestin đã được bán trên thị trường cho sử dụng lâm sàng ở người hoặc sử dụng trong thú y. Những proestin này có thể được nhóm thành các lớp và thế hệ khác nhau.  Progestin có sẵn rộng rãi trên toàn thế giới và được sử dụng trong tất cả các hình thức kiểm soát sinh sản nội tiết tố và trong hầu hết các chế độ điều trị nội tiết tố mãn kinh.